# 刘勇会
刘勇会（1975年5月—），中华人民共和国政治人物，生于湖南省永州市。

## 生平
刘勇会早年在家乡零陵地区（今永州市）的零陵师范专科学校求学，毕业后担任教职，後转行从政，并长期在冷水滩区担任公职，以后担任中共道县县委副书记、县长。2016年8月升任中共道县县委书记。
2019年4月，刘勇会离开永州，来到益阳市，转任中共安化县委书记，在主政安化期间，因表现优异，于2021年6月29日获中共中央组织部评为“全国优秀县委书记”，同年10月8日，他当选为中共益阳市第七届委员会常委，并在翌年1月当选为益阳市副市长。